# لکه قهوه‌ای
لکه قهوه‌ای نواری جو با نام علمی Helminthosporium gramineum، از مهم‌ترین بیماری‌های محصول جو بوده که میزان خسارت آن تناسب مستقیم با درصد گیاهان آلوده در مزرعه دارد و تولید بذر کمتر و چروکیده از نشانه‌های بارز این بیماری است.

## علائم و عملکرد
علائم بیماری لکه قهوه‌ای نواری جو، ابتدا روی دومین یا سومین برگ گیاه‌چه و اکثر برگ‌هایی که از آن به بعد تشکیل می‌شوند، دیده می‌شود. بر روی برگ‌های تازه روییده یک نوار زرد رنگ، بخصوص روی غلاف و قاعده پهنک برگ تشکیل می‌شود که بتدریج این نوارها در طول برگ گسترش پیدا می‌کند و باعث مرگ برگ‌ها می‌شود. در بسیاری از گیاهان آلوده، سنبله‌ها نمی‌توانند خارج شوند، در حالی که در گیاهان دیگر به شکل پیچیده، فشرده و قهوه‌ای رنگ دیده می‌شوند و دانه‌های چنین سنبله‌هایی معمولاً خوب پُر نمی‌شوند یا بسیار چروکیده و اغلب قهوه‌ای رنگ هستند.

## کنترل و درمان
کاشت بذرهای سالم، ضدعفونی شده و مقاوم از روش‌های کنترل این بیماری است. همچنین از بین بردن بقایای آلوده گیاه از انتقال بیماری به سایر گیاهان جلوگیری می‌کند. برای مبارزه شیمیایی نیز سمپاشی با قارچ کش‌های تیرام، مانب و کلروتانیل مورد استفاده قرار می‌گیرند.

## در ایران
از استان‌های تهران، خوزستان، خراسان، مازندران، اردبیل، آذربایجان غربی گزارش‌هایی از این بیماری رسیده است.